# Erigorgus scitulus
Erigorgus scitulus är en stekelart som beskrevs av Dasch 1984. Erigorgus scitulus ingår i släktet Erigorgus och familjen brokparasitsteklar. Inga underarter finns listade i Catalogue of Life.